# Municipio de West Fork (condado de Franklin)
El municipio de West Fork (en inglés: West Fork Township) es un municipio ubicado en el condado de Franklin en el estado estadounidense de Iowa. En el año 2010 tenía una población de 143 habitantes y una densidad poblacional de 1,51 personas por km².

## Geografía
El municipio de West Fork se encuentra ubicado en las coordenadas 42°51′48″N 93°5′3″O / 42.86333, -93.08417. Según la Oficina del Censo de los Estados Unidos, el municipio tiene una superficie total de 94.93 km², de la cual 94,93 km² corresponden a tierra firme y (0 %) 0 km² es agua.

## Demografía
Según el censo de 2010, había 143 personas residiendo en el municipio de West Fork. La densidad de población era de 1,51 hab./km². De los 143 habitantes, el municipio de West Fork estaba compuesto por el 96,5 % blancos, el 1,4 % eran asiáticos, el 2,1 % eran de otras razas. Del total de la población el 2,1 % eran hispanos o latinos de cualquier raza.